# Wyborg-Petrosawodsker Operation
1941: Białystok-Minsk – Dubno-Luzk-Riwne – Smolensk – Uman – Kiew – Odessa – Leningrader Blockade – Wjasma-Brjansk – Charkow – Rostow – Moskau – Tula

1942: Rschew – Charkow – Ljuban/Wolchow – Kertsch/Sewastopol – Fall Blau – Kaukasus – Stalingrad – Operation Mars

1943: Woronesch-Charkow – Operation Iskra – Nordkaukasus – Charkow – Kursk – Orjol – Donez-Mius – Donbass – Belgorod-Charkow – Smolensk – Dnepr – Kiew

1944: Dnepr-Karpaten – Leningrad-Nowgorod – Krim – Wyborg–Petrosawodsk – Operation Bagration – Lwiw-Sandomierz – Jassy–Kischinew – Belgrad – Petsamo-Kirkenes – Baltikum – Karpaten – Ungarn

1945: Kurland  – Weichsel-Oder – Ostpreußen – Westkarpaten – Niederschlesien – Ostpommern – Plattensee – Oberschlesien – Wien – Oder – Berlin – Prag
Wyborg-Petrosawodsker Operation (russisch Выборгско-Петрозаводская операция Wyborgsko-Petrosawodskaja operazija) ist die sowjetische Bezeichnung für einen Großangriff der Roten Armee auf die finnische Armee in Karelien im Fortsetzungskrieg, einem Teil des Zweiten Weltkriegs. Die schweren Kämpfe dauerten vom 10. Juni bis zum 9. August 1944. Die sowjetische Operation bestand aus zwei Unteroperationen: der Wyborger Operation auf der Karelischen Landenge und der Swir-Petrosawodsker Operation in Ostkarelien, nördlich des Ladogasees.

## Hintergrund

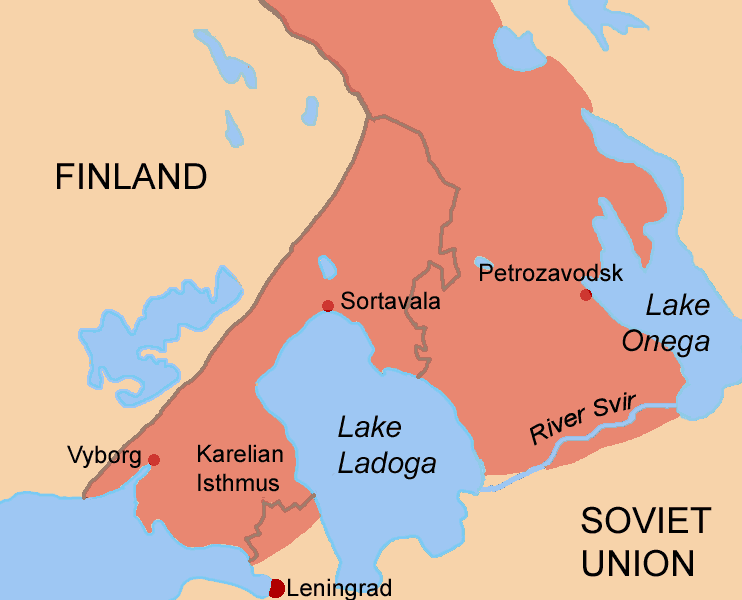
Vor Beginn der sowjetischen Offensive von Finnland eroberte und zurückeroberte Gebiete

Nach dem von der Sowjetunion begonnenen Winterkrieg (1939–1940) schloss sich Finnland 1941 dem deutschen Angriff auf die Sowjetunion an, um die im Winterkrieg verlorenen Gebiete zurückzuerobern. Bei ihrer Offensive an der Karelischen Landenge im Sommer 1941 machte die finnische Armee ungefähr auf der Höhe der alten Grenze Halt, in Ostkarelien drang sie aber auch in Gebiete ein, die zuvor zur Sowjetunion gehört hatten. Es folgte ein dreijähriger Stellungskrieg von geringer Intensität.
Im April 1944 ordnete Josef Stalin an, dass Finnland im Sommer 1944 im Rahmen einer Offensive von kurzer Dauer und mit begrenztem Truppeneinsatz zu besetzen sei, bevor die Rote Armee zur Befreiung Weißrusslands schreiten sollte, die als vordringliches Ziel für Mitte 1944 angesehen wurde. Dabei wurde die Zeitabfolge eines Angriffs zunächst auf die Karelische Landenge und dann in Zentral- und Nordkarelien festgelegt. Geplant war zunächst ein Angriff durch die Karelische Landenge zunächst auf Wyborg und dann auf Helsinki. Kurz nach dem Beginn dieser Operation sollte eine weitere Front in Ostkarelien eröffnet und das Land bis zum Seensystem Saimaa erobert werden.

## Truppenstärke
Die Leningrader Front unter Leonid Alexandrowitsch Goworow zusammen mit der Karelischen Front unter Kirill Afanassjewitsch Merezkow bestand aus 41 Divisionen und fünf Brigaden von zusammen etwa 450.000 Mann, 10.000 Geschützen, 800 Panzern, 300 Schiffen und 2.047 Flugzeugen. Ihr gegenüber standen finnische Truppen in einer Stärke von etwa 268.000 Soldaten, 1.930 Geschützen, 110 Panzern und 248 Flugzeugen.
Die finnische Seite war durch die ereignisarmen vorherigen Jahre geprägt. Zahlreiche Soldaten befanden sich auf Ernteurlaub. Die sowjetischen Vorbereitungen waren zwar in Teilen bemerkt, aber als Vorbereitung auf einen Stoß gegen Estland fehlgedeutet worden.

## Wyborger Operation (10. Juni bis 15. Juli 1944)

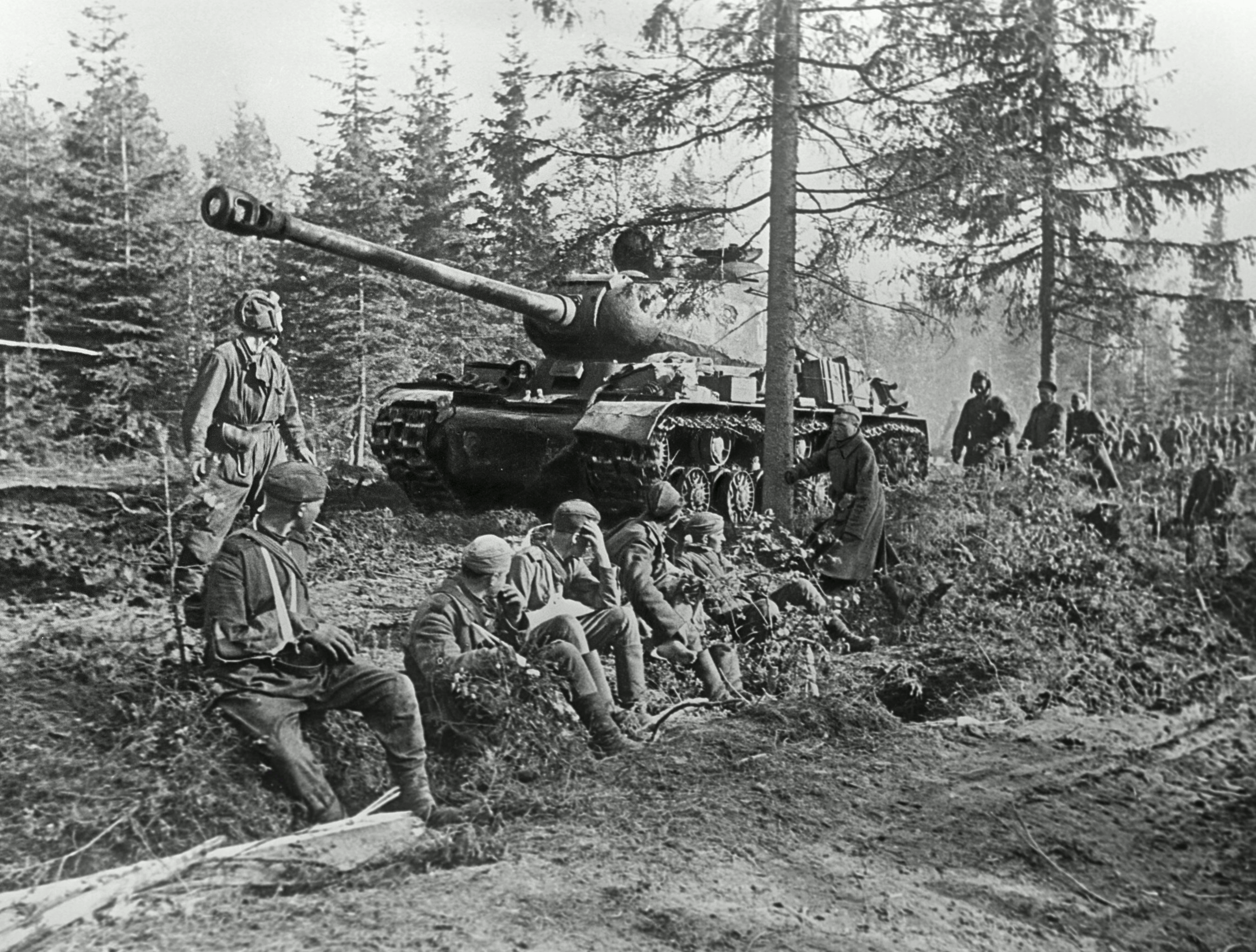
Sowjetische Truppen beim Vormarsch in den karelischen Wäldern

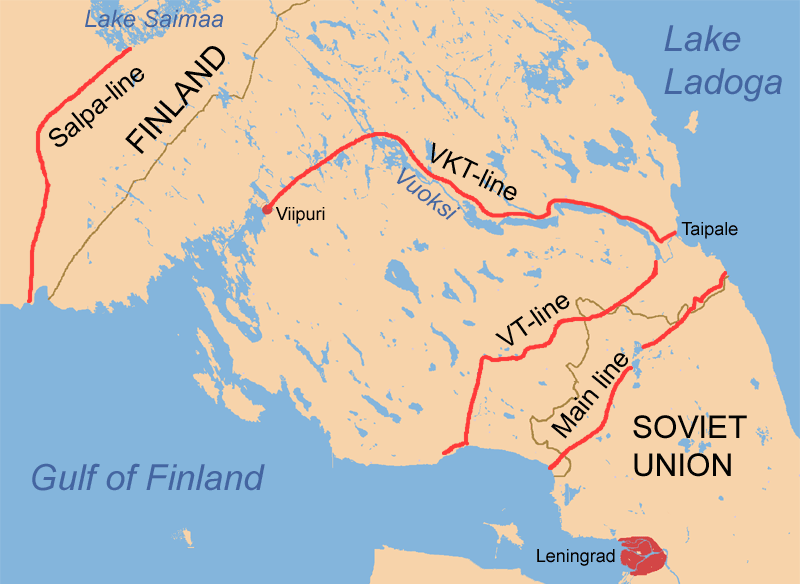
Lage der finnischen Verteidigungslinien auf der Karelischen Landenge (1944). Nach der Einnahme Wyborgs kam der sowjetische Angriff bei der VKT-Linie zum Stehen. Die Salpa-Linie wurde nie benötigt.

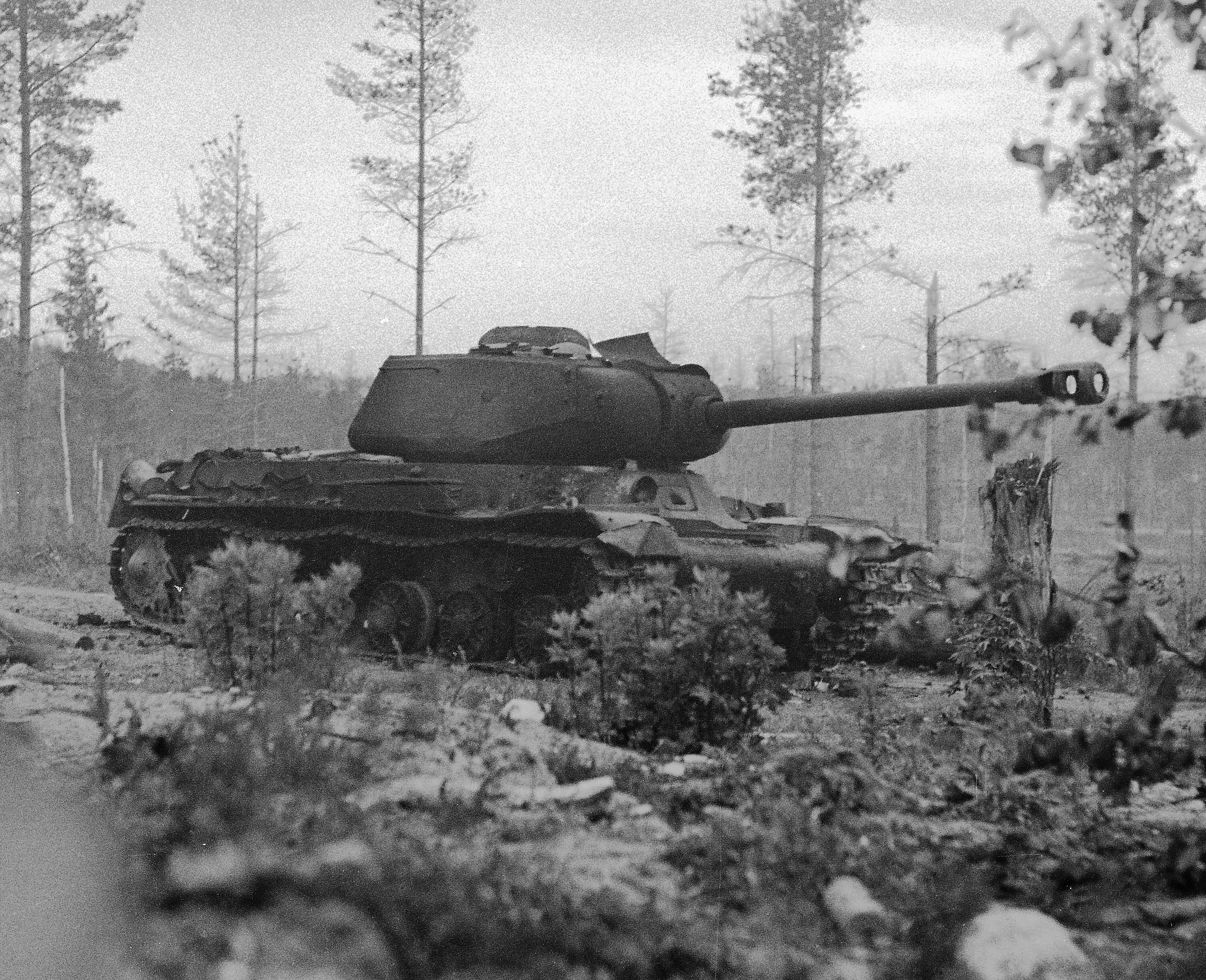
Zerstörter sowjetischer Panzer IS-2 auf der karelischen Landenge

Die linke Flanke der Roten Armee, bestehend aus der Leningrader Front auf der Karelischen Landenge, setzte sich zusammen aus etwa 260.000 Soldaten, 5.500 Geschützen, 881 Raketenwerfern, 628 Panzern und 700 Flugzeugen. Ihr gegenüber standen das 3. und das 4. finnische Korps, die zu der operativen Gruppe „Karelische Landenge“ unter General Karl Lennart Oesch vereinigt waren. Sie besaßen eine Stärke von etwa 100.000 Soldaten, 960 Geschützen, 110 Panzern und 200 Flugzeugen. Ihre Verteidigung war bis zu 120 km tief gestaffelt und bestand aus drei Linien.
Am 9. Juni 1944 begann die sowjetische Artillerie eine zehnstündige Artillerievorbereitung.
Die 21. Armee (Generalleutnant Gussew) griff am 10. Juni mit dem 98. Schützenkorps bei Valkeasaari an und erzielte beim finnischen 4. Korps (General Laatikainen) einen Durchbruch an der ersten Verteidigungslinie.
Am 11. Juni griff auch die 23. Armee (Generalleutnant Tscherepanow) gegen die Front des finnischen 3. Korps (General Siilasvuo) an, bis zum 13. Juni hatten die sowjetische Truppen auch die zweite Verteidigungslinie erreicht.
Der Oberbefehlshaber Marschall Mannerheim schrieb in seinen Erinnerungen, dass am 10. Juni die sowjetische Artillerie mit außergewöhnlichen 300 bis 400 Geschützen je Frontkilometer ein Feuer eröffnete, welches in seiner Heftigkeit noch nicht erlebt worden war. Der Donner der Geschütze war bis zum 220 und 270 Kilometer entfernten Hauptquartier bzw. Helsingfors zu hören und die Wirkung stand im direkten Verhältnis zur eingesetzten Menge an Material und Munition. Dazu kamen Luftangriffe mit 1000 Flugzeugen und vorstürmende Panzermassen, die die Verteidigung zerbrachen. Der 10. Juni 1944 könne daher mit Recht als „schwarzer Tag“ der finnischen Kriegsgeschichte bezeichnet werden. Die Finnen gaben ihre Verteidigungslinie auf und gingen teils in Unordnung zurück. Vorübergehend gelang ihnen aber eine Stabilisierung der Front an der nachgelagerten VT-Linie. Versuchte Gegenangriffe auf die Rote Armee misslangen jedoch.
Am 14. Juni begann nach einem neuerlichen Artillerieschlag der zweite sowjetische Großangriff, der besonders bei Kuuterselkä zum Erfolg führte und die Finnen zwang, die noch gehaltenen Abschnitte der VT-Linie nun aber in einem geordneten Rückzugskampf aufzugeben. Die sowjetischen Truppen überquerten bald den Fluss Sestra, der bis zum Winterkrieg die sowjetisch-finnische Grenze gebildet hatte.
Ab 16. Juni begann der finnische Rückzug auf die VKT-Linie, die von Wyborg über Tali und Kuparsaari, entlang des Nordufers des Flusses Vuoksi über Suvanto und Taipaleenjoki nach Taipale zum Ladogasee reichte. Am Fluss Vuoksi wurde am südlichen Ufer gegenüber von Vuosalmi ein Brückenkopf gehalten. Die Finnen beförderten zur Verstärkung der Karelischen Landenge ab 17. Juni zwei Divisionen (finnisches 5. Korps unter General Svensson) aus Ostkarelien und zwei weitere Brigaden aus Nordfinnland heran. Auch deutsche Einheiten wurden dorthin verlegt: die 122. Infanterie-Division, eine Flugzeugstaffel und eine Sturmgeschütz-Brigade. Die 303. Sturmgeschütz-Brigade kam aber erst am 23. Juni und die 122 Infanterie-Division am 28. Juni in Karelien an. Derweil erreichte die sowjetische 21. Armee am 19. Juni die dritte Verteidigungslinie und nahm mit Hilfe von Landungstruppen (Teile der sowjetischen 59. Armee) am 20. Juni die wichtige Hafenstadt Wyborg/Viipuri ein.
Am 21. Juni ordnete die Stawka den weiteren Vormarsch der 21. Armee auf die nach dem Winterkrieg neu gezogene sowjetisch-finnische Grenze und auf den Saimaasee im finnischen Kernland an. In der Nacht des 1. Juli folgten weitere Operationen der 59. Armee in der Wyborger Bucht, die geplante Landung von Teilen der 124. Schützen-Division auf der Insel Teikarsaari scheiterte. Am 4. Juli landete die 224. Schützen-Division erfolgreicher auf den Inseln Swaninsaari und Ravansaari und eroberte dann auch Teikarsaari. In der folgenden Nacht fielen auch die kleinen Inseln Hietasaari, Melansaari und Kuolansaari in sowjetische Hände.

In den folgenden Wochen konnten jedoch die Finnen den sowjetischen Vormarsch in der Schlacht von Tali-Ihantala stoppen. Die 21. Armee konnte nur anfangs einige Kilometer vorrücken und musste sich ab dem 15. Juli auf Verteidigungspositionen zurückziehen. Am 7. Juli verlagerte sich der Schwerpunkt der sowjetischen Angriffe zum Fluss Vuoksi, wo die sowjetische 23. Armee (ab 3. Juli unter General Schwetzow) den Durchbruch auf Kexholm anstrebte. Zwar gelang es einen kleinen Brückenkopf an der VKT-Linie zu errichten, aber in der Schlacht von Vuosalmi (4.–17. Juli) wurden die sowjetischen Truppen zurückgeworfen.
Die unerwartet erfolgreiche Verteidigung der Finnen unter Führung von General Oesch in der Schlacht von Tali-Ihantala wird als Ausgangsbasis für die Rettung Finnlands gewertet. Zur Stabilisierung der Front aus finnischer Sicht trug bei, dass Anfang Juli verstärkt Truppen aus anderen Landesteilen, rückbeorderte Urlauber und erneut mobilisierte ältere Jahrgänge an der Front eintrafen. Zudem erreichten als Folge des Ryti-Ribbentrop-Vertrags vom 26. Juni deutsche Flugzeuge, Artillerie und Panzerabwehrhandwaffen sowie deutsche Truppen in geringer Stärke das Kampfgebiet. Auf der anderen Seite zog die Sowjetunion nun Truppen ab, die für das Vorgehen in Weißrussland benötigt wurden. Daraufhin blieb die Lage im südlichen Teil des Operationsgebiets bis zum Waffenstillstand am 4. September vergleichsweise ruhig.

## Swir-Petrosawodsker Operation (21. Juni bis 9. August 1944)
Die rechte Flanke der Roten Armee, bestehend aus der Karelischen Front des Marschall Merezkow sollte gegen die finnischen Truppen nördlich des Ladogasees, zusammen 11 Divisionen, vorgehen. Den Hauptstoß am Swir führte die 7. Armee (37. Garde-, 4. und 99. Schützenkorps) unter Generalleutnant A. N. Krutikow bei Olonez, die nordöstlicher stehende 32. Armee unter General F. D. Gorelenko wurde über Ilomantsi auf Petrosawodsk angesetzt.
Die Verteidigung des finnischen 2. Korps unter General Einar Mäkinen war bis zu 180 km tief und in vier Linien gestaffelt. Diese Truppen waren aber dünn aufgestellt und waren in den Wochen zuvor durch eilige Verlegungen in den Süden weiter geschwächt worden.
Schon am ersten Tag, den 21. Juni 1944 erzielten sowjetische Truppen einen Durchbruch, stießen bis zu 6 km vor und überquerten den Fluss Swir. Am nächsten Tag, an dem auch die großangelegte Operation Bagration gestartet wurde, erweiterten sie den Brückenkopf auf 60 km Breite und 12 km Tiefe. Um den Angriff auf Pitkjaranta/Pitkäranta zu unterstützen, wurden sowjetische Marineinfanterieeinheiten abgesetzt. Auch bei Petrosawodsk wurden sie am 28. Juni abgesetzt und am 29. Juni wurde die Stadt durch die Karelische Front zurückerobert. Die sowjetischen Truppen erreichten die Linie Kudamaguba–Kuolisma–Loimola–Pitkjaranta/Pitkäranta (ungefähr die sowjetisch-finnische Grenze von vor dem Winterkrieg), wurden danach aber von den Finnen am weiteren Vorrücken gehindert, so dass sich die Front zum 10. August stabilisierte. Insgesamt blieben die Kämpfe im Norden bis zum 4. September vergleichsweise rege.

## Verluste und Folgen
Die Rote Armee stieß auf der 280 km breiten Front 110 bis 250 km nach Westen vor, befreiten nördliche Teile des Leningrader Gebiets und eroberte große Teile der nach dem Winterkrieg neugegründeten Karelo-Finnischen SSR zurück, darunter auch Gebiete, die vor dem Winterkrieg zu Finnland gehört hatten. Auch die Kontrolle über den strategisch wichtigen Weißmeer-Ostsee-Kanal erlangte die Sowjetunion zurück. Sie verlor insgesamt 96.000 Soldaten (24.000 Tote).
Diese Operation wird aus sowjetischer Sicht als die letzte Etappe der Schlacht um Leningrad und wichtiger Schritt, Finnland aus dem Krieg zu drängen, angesehen. Das ursprüngliche Ziel einer Eroberung Helsinkis und einer weitgehenden Besetzung des Landes wurde aber verfehlt. Stalin stimmte dennoch Friedensverhandlungen zu, weil er den Schwerpunkt auf die Befreiung Weißrusslands und den Vorstoß ins Deutsche Reich legen wollte.
Aus finnischer Sicht bildete die erfolgreiche Abwehr der Offensive die Grundlage für den Waffenstillstand von Moskau vom September 1944 aus einer nahezu aussichtslosen Situation Finnlands als Verbündeter Deutschlands heraus.